# Lamoraal

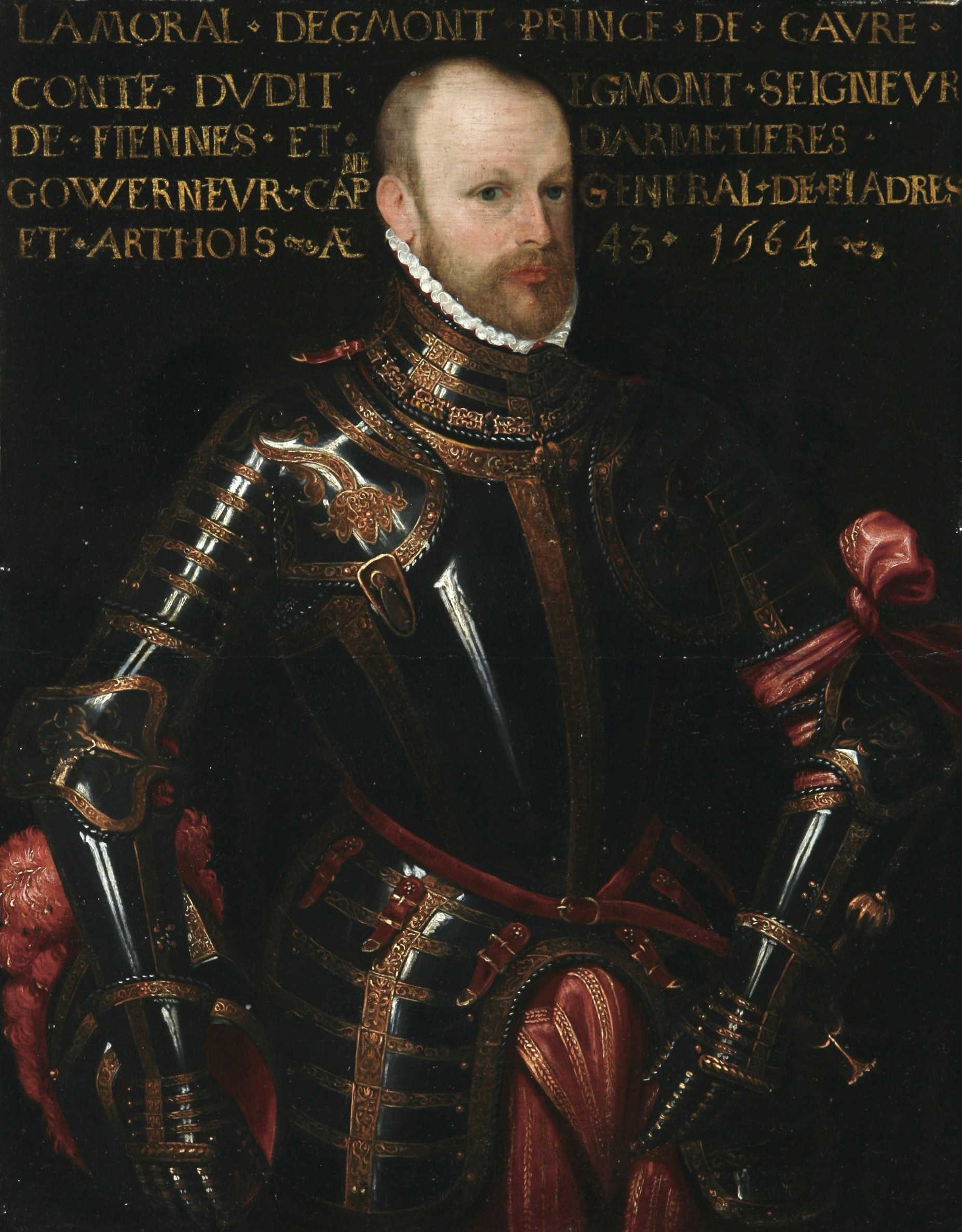
Graaf Lamoraal van Egmont (1522-1568), een van de bekendste naamdragers

Lamoraal is een van oorsprong Franse voornaam die sinds de veertiende eeuw populair is in verschillende adellijke geslachten, waaronder het huis Egmont, het huis Ligne en het huis Thurn und Taxis. Buiten deze geslachten en een latere verspreiding in Friesland kende de naam weinig verspreiding.

## Etymologie
De geschiedenis van deze naam is omstreden. Vast staat dat hij voor het eerst opkwam in het Franse taalgebied, onder de vorm Lamoral. Mogelijks is de naam een variant van de Turkse voornaam Amurath. Hierbij kan men denken aan het voorbeeld van de succesvolle sultan Murat I (1326-1389).

## Ander gebruik
Brouwerij Van den Bossche uit Herzele brouwt het bier Lamoral degmont, dat genoemd is naar Lamoraal I van Egmont.
- Lamoraal
- Lamoraal (Egmont)
- Lamoraal II Claudius Frans, graaf van Thurn en Tassis
- Lamoraal II Claudius Frans van Thurn en Tassis
- Lamoraal II van Egmont
- Lamoraal I van Egmont
- Lamoraal I van Ligne
- Lamoraal Joachim Johan Rengers
- Lamoraal Ulbo de Sitter
- Lamoraal van Egmont

- Lamoral
- Lamoral-Antoine de la Motte Baraffe
- Lamoral (bier)
- Lamoral degmont
- Lamoral van de Kerchove d'Hallebast